# Eerste Hart Hulp
De Eerste Hart Hulp (EHH) is in Nederland een gespecialiseerde spoedeisende hulp (SEH)-afdeling van een ziekenhuis voor patiënten met acute hartklachten of acute situaties die de oorzaak vinden bij het hart.
De EHH is er specifiek op gericht om ongeplande medische zorg te leveren bij acute situaties en instabiele patiënten. De afdeling is in vele ziekenhuizen gelegen naast de SEH of als onderdeel van de SEH. De EHH beschikt over eigen boxen of patiëntenkamers waarin de patiënten worden opgenomen.
Op de Eerste Hart Hulp werken gespecialiseerde EHH-verpleegkundigen. Dit zijn vaak verpleegkundigen die daarnaast ook gespecialiseerd zijn als IC-verpleegkundige, SEH-verpleegkundigen of CCU-verpleegkundige. Dit doen zij in samenwerkingen met cardiologen of interventiecardiologen. Dit zijn artsen die zich gespecialiseerd hebben in het hart en/of in de behandeling van acute cardiologische aandoeningen zoals het acuut coronair syndroom. 
Niet ieder ziekenhuis beschikt over een Eerste Hart Hulp. Zij vangen de patiënten dan op bij de SEH.
Bij Belgische ziekenhuizen is een EHH nog niet gekend. Daar worden cardiologische patiënten opgevangen op de spoedgevallendienst en behandeld door een spoedarts en een in spoedgevallen gespecialiseerde verpleegkundige.

## Werkwijze
Patiënten worden in Nederland eerst door de ambulance opgevangen of melden zich aan bij een huisartsenpost. Hier wordt de eerste triage gedaan en een inschatting gedaan naar de oorzaak van de klachten van de patiënt. Als de huisarts of de ambulanceverpleegkundige de inschatting maakt dat de patiënt een acuut cardiologisch probleem heeft wordt deze doorgestuurd naar de Eerste Hart Hulp en daar opgenomen. 
Daarnaast is er met verschillende ziekenhuizen een proefproject bezig waarin de ambulance het hartfilmpje dat gemaakt wordt al doorstuurt naar het ziekenhuizen zodat hierop voorbereid kan worden en indien nodig bij een hartinfarct meteen gedotterd kan worden in plaats van dat er nog een opname op de eerste hart hulp plaatsvindt.
Net zoals op de spoedeisende hulp wordt een inschatting gemaakt naar de klachten van de patiënt en worden de patiënten met de meest acute klachten als eerste geholpen. De onderzoeken en het werk dat op een Eerste Hart Hulp gedaan wordt is heel divers. De volgende onderzoeken worden vaak verricht bij een opname op de EHH:
- Bloedonderzoek
- Röntgenonderzoek van hart en/of longen
- Lichamelijk onderzoek
- Controle van vitale functies zoals bloeddruk, temperatuur en saturatie
- Hartfilmpje (ECG)

## Opname in het ziekenhuis
Op de EHH kunnen verschillende problemen verholpen worden, zoals hartritmestoornissen, en kan extra onderzoek worden verricht zoals een echo van het hart of een fietsproef. 
Indien mogelijk wordt de patiënt vanuit de EHH ontslagen en kan  naar huis. In sommige gevallen is een opname in het ziekenhuis noodzakelijk. Patiënten die instabiel zijn of specialistischere zorg nodig hebben verblijven op de hartbewakingsafdeling (CCU). Andere patiënten kunnen worden opgenomen op de verpleegafdeling.